# Snåsa
Snåsa (Zuid-Samisch: Snåase) is een gemeente in de Noorse provincie Trøndelag. De gemeente telde 2159 inwoners in januari 2017. Deze gemeente is nog een van de weinige plaatsen waar sprekers van de met uitsterven bedreigde Zuid-Samische taal wonen.

## Plaatsen in de gemeente
- Agle
- Ålmo
- Aun
- Bakkegrenda
- Breide
- Finnsås
- Flatbostad
- Gifstad
- Gran
- Hireiten
- Mollan
- Øvre Sørbygda
- Rishaugen
- Snåsa
- Vestbygda
- Vinjeberga
- Viosen
- Ytre Sørbygda

## Geboren
- Geir Høgsnes

Åfjord · Flatanger · Frosta · Frøya · Grong · Heim · Hitra · Holtålen · Høylandet · Inderøy · Indre Fosen · Leka · Levanger · Lierne · Malvik ·  Melhus · Meråker · Midtre Gauldal · Nærøysund · Namsos · Namsskogan · Oppdal · Orkland · Ørland · Osen · Overhalla · Rennebu · Rindal · Røros · Røyrvik · Selbu · Skaun · Snåsa · Steinkjer · Stjørdal · Trondheim · Tydal · Verdal

Fylker van Noorwegen